# Maternidade Pro Matre Paulista
A Maternidade Pro Matre Paulista é um dos mais importantes hospitais do Brasil, sendo a mais tradicional maternidade do país.[carece de fontes?]
A Pro Matre Paulista foi fundada na década de 1930 por um grupo de médicos oriundos da Faculdade de Medicina da Universidade de São Paulo, que vislumbrava a necessidade de uma maternidade especializada, preocupada com o período de gestação da mulher e os primeiros meses depois do parto. Desde o ano de 2000, todo o controle acionário passou para o Hospital Maternidade Santa Joana.
Está localizada na Alameda Joaquim Eugênio de Lima, uma transversal da Avenida Paulista, no bairro da Bela Vista.

## Fundadores
- Álvaro Guimarães Filho
- Benedito Pinheiro Machado Tolosa
- Caetano Carezzato
- Carlos Alberto Pereira Leitão Filho
- Edgard Braga
- Henrique Picci
- Ivan Haya de Vasconcellos
- João Leite Bastos Junior
- Joaqueim Onofre Araújo
- José de Paula Dias
- Marcelo Brant de Carvalho Nogueira
- Valdemar B. Pessoa